# Dum-Dum
Dum-Dum es un álbum de estudio de la orquesta venezolana Salserín.

## Lista de canciones
1. «Dum Dum»
2. «Envíame mensajes» (balada)
3. «Niña amada»
4. «Dulces besos»
5. «Te haré feliz»
6. «Dum Dum» (pop)
7. «No se olvida»
8. «Le pondré un candado»
9. «Siento miedo» (versión 2006)
10. «Primer amor»
11. «Niña amada» (balada)
12. «No pares de bailar»
13. «Envíame mensajes»
14. «Vivo en el limbo»
15. «Vivo en el limbo» (reguetón)

- Datos: Q5815005